# Confederación Socialista Argentina
La Confederación Socialista Argentina, anteriormente conocida como Unidad Socialista para la Victoria, es un partido político de Argentina fundado en 2007 por Jorge Rivas como un sector interno en el Partido Socialista, y como partido político en 2011, cuando Rivas y un sector procedente del Partido Socialista son expulsados del partido por su intención de integrar el kirchnerismo.
El partido levanta los cuadros de Juan B. Justo, Alfredo Palacios, Manuel Ugarte y Alfredo Bravo. Sus referentes actualmente son Jorge Rivas, Oscar González, Susana Rinaldi, entre otros. CSA integra la base de apoyo al kirchnerismo

## Historia

### Origen y fundación
En el año 2007 el partido decidió mantenerse alejado de las propuestas electorales que llevaban al exministro Lavagna y a Cristina Fernández de Kirchner como candidatos a presidente de la Nación. Sin embargo, a mediados de 2007 Jorge Rivas, integrante de la conducción nacional del PS, asumió como vicejefe de Gabinete de la Nación, lo que generó controversia en el PS, dado que aceptó el cargo sin consultar con el partido. Poco antes, el Comité Nacional había rechazado un ofrecimiento similar que el Gobierno había realizado al dirigente socialista Héctor Polino que sometió la decisión al órgano partidario.
El sector interno de Rivas y otros dirigentes de la provincia de Buenos Aires profundizaron su inserción en el Gobierno, no sólo accediendo a más cargos en la estructura nacional y en provincias gobernadas por el PJ y aliados parlamentarios, sino además al integrarse a listas electorales del Frente para la Victoria (FpV) en las elecciones nacionales a realizarse en octubre de ese año.
A raíz de estas controversias, el 28 de septiembre de 2008 el Congreso Nacional del Partido Socialista, en Santa Rosa, La Pampa, resolvió la intervención de la federación de la provincia de Bs. As. En 2009 la Comisión Nacional de Ética del PS resolvió la expulsión de los dirigentes bonaerenses Ariel Basteiro y Oscar R. González. En 2010 se llevó adelante una elección interna a nivel nacional para elegir a las nuevas autoridades partidarias, por un lado se presentó la lista de Rubén Giustiniani asociada al gobernador de Santa Fe, Hermes Binner, presentándose en oposición la lista encabezada por Jorge Rivas. El resultado fue alrededor de un 90 % en favor de la lista de Giustiniani y Binner y tan solo un 10% para la lista de Rivas, quien ya debilitado, comienza junto a su sector interno a planear su salida del PS. En septiembre de 2011 forma una nueva corriente política a la que llamaron Unidad Socialista para la Victoria (USpV), reivindicando la permanencia en el gobierno nacional y en el Frente para la Victoria.

### Jorge Rivas diputado nacional
En octubre de 2011, Jorge Rivas fue elegido diputado nacional por cuarta vez, en la lista del partido kirchnerista Frente para la Victoria (FPV), mandato que cumplió hasta diciembre de 2015. Integró el bloque del Frente para la Victoria y fue secretario de las comisiones de "Asuntos Constitucionales" y "Derechos Humanos y Garantías" e integró las comisiones de "Comunicaciones e Informática", "Defensa del Consumidor, del Usuario y de la Competencia", "Discapacidad", "Legislación Penal" y "Seguridad Interior".

### Confederación Socialista Argentina
En 2012 se conformó mesa nacional de la nueva Confederación Socialista Argentina, compuesta por socialistas de 16 provincias, quienes estuvieron presentes en el encuentro del lanzamiento. El acto fue encabezado por el diputado nacional Jorge Rivas, ante dirigentes de todo el país, se llevó a cabo en el Hotel Bauen.
También estuvieron presentes el secretario de Relaciones Parlamentarias, Oscar González, y la legisladora porteña, Susana Rinaldi, el diputado provincial por Santa Fe, Oscar Urruty; el intendente de Zárate, Osvaldo Cáffaro; y el economista del Grupo Fénix, Alejandro Rofman, entre otros.

### La CSA Actualmente
En 2015, la CSA dio su apoyo a la fórmula Julián Domínguez-Fernando Espinoza, presentada en la interna del Frente para la Victoria por la gobernación de Buenos Aires, mientras que a nivel nacional decidieron apoyar la candidatura a presidente de Daniel Scioli .
En el año 2017, CSA formó parte de los partidos fundadores de la alianza Unidad Ciudadana, junto al Frente Grande, Partido de la Victoria, Partido Comunista (Congreso Extraordinario), Alianza Compromiso Federal, Movimiento Nacional Alfonsinista, Nuevo Encuentro, Partido Solidario, Kolina y el Partido de la Concertación FORJA, para competir en las elecciones legislativas del 2017.
En 2019 integra el Frente de Todos, que lleva como candidato a Presidente a Alberto Fernández y como candidata a Vicepresidenta a Cristina Fernández de Kirchner, integrando listas en varios distritos del país.
Denominación en algunos distritos
Producto de la salida del PS de numerosos militantes y dirigentes de la Provincia de Buenos Aires, se fueron conformando espacios socialistas vecinales que luego confluyeron en el Socialismo para la Victoria-Confederación Socialista. Tal es el caso de Zárate, donde el intendente Caffaro lidera su partido "Nuevo Zárate", Junín donde la Agrupación "Nuevo Junín" es encabezada por Juan Manuel Sequeira o el caso de Mar del Plata, donde desde 2008 existe el partido "Socialismo Marplatense", cuya mesa está integrada por Andrés Cordeu, María José Sánchez, Juan Carlos Cordeu y Alberto Rodríguez.